# Elektromos penetrációs görbe
Az elektromos penetrációs görbe (EPG=electrical penetration graph) a biológusok vizsgálati módszere,  mellyel tanulmányozhatják a különféle rovarok és a növények kölcsönhatását.
Lehetőség nyílik a növényi vírusok mozgását tanulmányozni, vagy hogyan választják ki a rovarok az eledelnek szolgáló növényt, és táplálkoznak a floémból.
Ez egy egyszerű rendszer, mely egy áramkörből áll. Az áramkör akkor záródik, ha a rovar – például egy levéltetű – behelyezi fullánkját a növénybe, amivel megízleli, hogy ehető-e a kiválasztott növény.
Az áramkör záródása után egy vizuális görbén látható a különböző rovar aktivitása, így a növényi sejtek elfogyasztása, vagy melyik szövetbe hatol be a rovar.
A tapasztalatok szerint közel tíz különböző hullámforma ismeretes, melyek a különböző rovar-növény kölcsönhatást jeleznek.

## Az áramkör
Az áramkör egy 20 µm átmérőjű arany vezetékkel csatlakozik a rovarhoz, a növényhez egy réz elektródával a tápegységen és a földelésen keresztül.
Az áramkör ellenállása 1 GΩ nagyságrendű, és egy 50-szeres erősítőn keresztül digitálisan tárolja a mért görbét, melyet számítógép értékel ki, és jelenít meg vizuálisan.

## Fordítás
Ez a szócikk részben vagy egészben  az   Electrical penetration graph című angol Wikipédia-szócikk ezen változatának fordításán alapul.  Az eredeti cikk szerkesztőit annak laptörténete sorolja fel. Ez a jelzés csupán a megfogalmazás eredetét és a szerzői jogokat jelzi, nem szolgál a cikkben szereplő információk forrásmegjelöléseként.